# Warren Thompson
Pour les articles homonymes, voir Thompson.
Warren Thompson, né le 17 décembre 1814 à Walpole (Massachusetts) et mort en janvier 1901 à Croydon, est un photographe daguerréotypiste et inventeur américain de la seconde moitié du xixe siècle, établi à Paris dans les années 1840-1860, puis à Londres jusqu'à sa mort.

## Biographie
Elijah Warren Thompson naît à Walpole, dans le comté de Norfolk, en décembre 1814, fils d'Elijah Thompson et Roxanna Colburn,.
Entre 1840 et 1846, Thompson travaille à Philadelphie ; en 1843, il améliore la méthode de colorisation des daguerréotypes par galvanoplastie de Daniel Davis, Jr. en utilisant de la résine photosensible à la gomme adragante. Avec cette technique, les couleurs peuvent être construites à la manière de certains types de gravure.
Selon un article publié en 1892 par Julius S. Sachse, rédacteur en chef de l'American Journal of Photography, Thompson se rend de New York à Paris en 1845 sans parler un mot de français, avec une introduction du consul de Russie à New York pour le vice-consul de Russie à Paris qui, à son tour, organise une rencontre avec le photographe russe Sergueï Levitski. Levitsky est cité par Sachse comme déclarant que les daguerréotypes de Thompson sont des « œuvres d'art ». Sachse affirme en outre que Thompson a influencé le développement du portrait par daguerréotype à Paris. Vers 1847, sa technique, appelée en France « procédé américain », est utilisé par plusieurs photographes français, qui le citent dans leur argumentaire publicitaire,.
De 1849 à 1850, Thompson est inscrit en tant que photographe au 14, boulevard Poissonnière, puis au 24, rue Basse-du-Rempart en 1850, enfin au 22, rue de Choiseul à partir de 1852 ; en 1855, il est associé au photographe anglais Robert Jefferson Bingham. Thompson participe à l'Exposition des produits de l'industrie française en 1849 et à l'exposition universelle de 1855. Il produit des daguerréotypes, des daguerréotypes stéréoscopiques et un certain nombre d'autoportraits à pose théâtrale, dont certains de très grande taille. L'habileté des travaux qui nous sont parvenus suggère que Thompson a peut-être suivi une formation de peintre. Pour un photographe de l'époque des pionniers dont le rôle semble avoir été très important à Paris dans les années 1840 et 1850, la carrière de Thompson et son œuvre sont mal connues. En 1859, Levitsky, retourné en Russie en 1849, revient à Paris et reprend l'adresse de Thompson rue de Choiseul.
De 1853 à 1862, sept demandes de brevet d'invention sont déposées auprès de la préfecture du département de la Seine au nom du « sieur Thompson (Warren), artiste ». Parmi ces inventions figure en janvier 1862 le premier revolver photographique breveté, qui permet d'obtenir quatre portraits positifs instantanés. Le procédé est présenté peu après à la Société française de photographie. Certains de ces brevets, déposés à partir de la fin des années 1850, concernent la télégraphie, sujet qui va dès lors intéresser Warren Thompson davantage que la photographie. Son adresse parisienne est alors le 5, rue Neuve-des-Martyrs.
En 1867, il est cité sous le nom Warren-Thomson dans la liste des exposants de l'Exposition universelle, pour la catégorie Matériel et procédés de la télégraphie. Son adresse est désormais le 53, rue Notre-Dame-de-Lorette. Warren Thompson s'établit peu après à Londres : en 1870, un nouveau brevet pour des perfectionnements dans les appareils de télégraphie électrique est publié à son nom, avec pour adresse le 8, Cloak Lane.
Marié en 1875 à Islington, il est dit « veuf » et « artiste peintre » dans le recensement de 1881 de Hackney, puis se remarie en décembre 1881. Dix ans plus tard, « marié » et « peintre de portraits » il vit à Croydon, dans le Surrey. C'est là qu'il meurt, en janvier 1901, à l'âge de 86 ans.

## Brevets
- « Système de boîtes pliantes de stéréoscopes qui diminue le volume de l'instrument et le rend très portatif », 26 mars 1853
- « Enveloppe conservatrice des épreuves du daguerréotype, et principalement de celles des stéréoscopes », 22 juin 1853
- « Perfectionnements dans les appareils de télégraphie électrique », 30 avril 1858
- « Perfectionnements dans les appareils de télégraphie électrique », 28 avril 1859
- « Télégraphe imprimant », 12 septembre 1861
- « Système d'appareil photographique dit revolver photographique », 20 janvier 1862
- « Télégraphe imprimant », 13 novembre 1862
- « Improvements in Electric Telegraph Apparatus », 15 mars 1864[9]
- « Improvements in Apparatus for Recording Electric Telegraph System », 6 mai 1870[11]